# Jiříkov (district de Bruntál)
Pour les articles homonymes, voir Jiříkov.
Jiříkov (en allemand : Girsig) est une commune du district de Bruntál, dans la région de Moravie-Silésie, en République tchèque. Sa population s'élevait à 295 habitants en 2021.

## Géographie
Jiříkov se trouve à 9 km au sud de Rýmařov, à 21 km au sud-ouest de Bruntál, à 71 km à l'ouest d'Ostrava et à 205 km à l’est-sud-est de Prague.
La commune est limitée par Rýmařov au nord, par Ryžoviště à l'est, par Huzová au sud-est, par Paseka au sud, et par Dlouhá Loučka et Horní Město à l'ouest.

## Histoire
La première mention écrite de la localité date de 1264.

## Culture
La galerie « U Halouzků », inaugurée en 2008 par le sculpteur Jiří Halouzka a été aménagée dans une ancienne ferme et s'étend sur 8 hectares. Y sont exposées des sculptures en bois, dont un taureau de 10,4 m de haut et d'un poids de 15 t, et la plus grande crèche du monde qui comprend plus de 250 figurines grandeur nature.

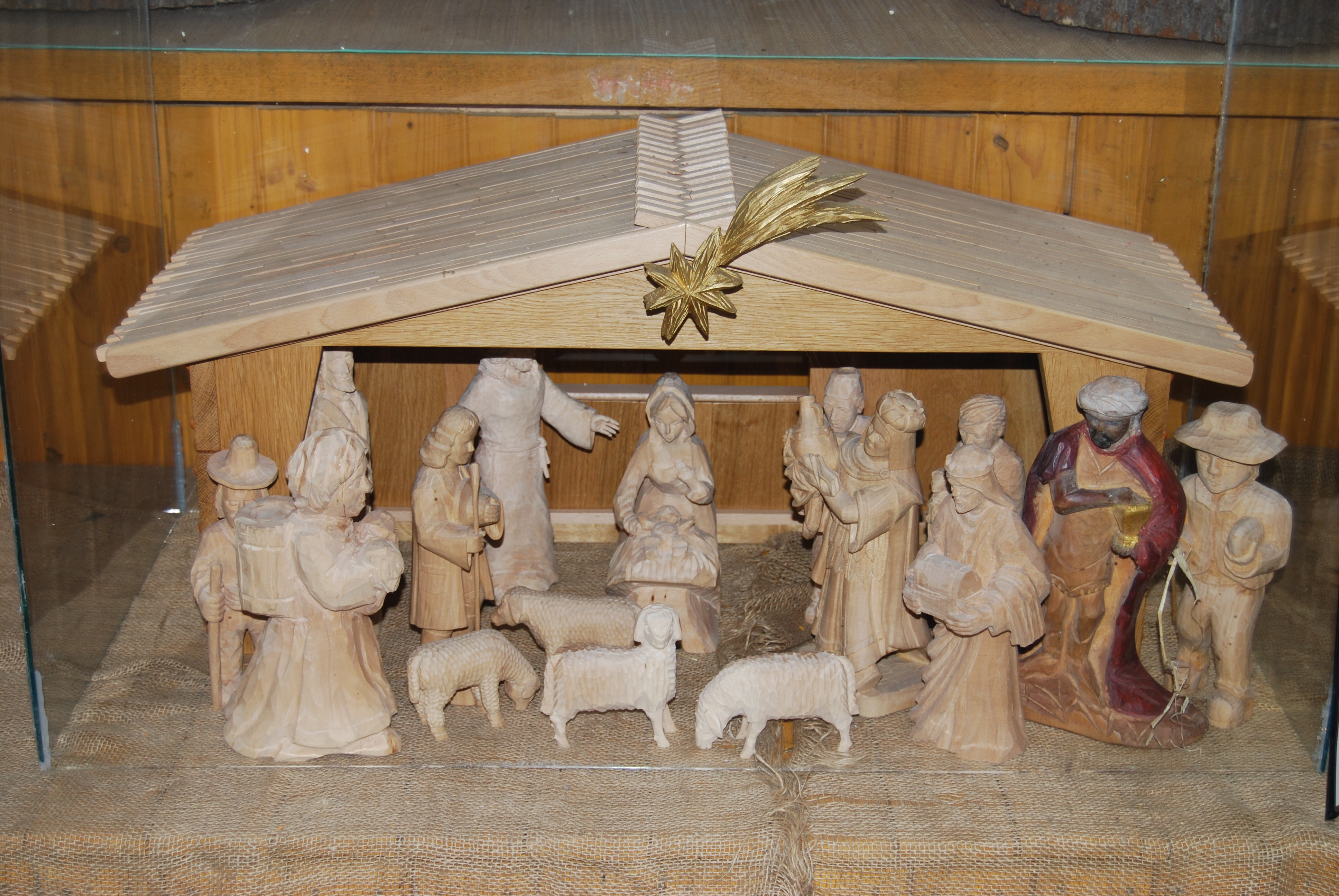
Crèche en bois.

## Galerie

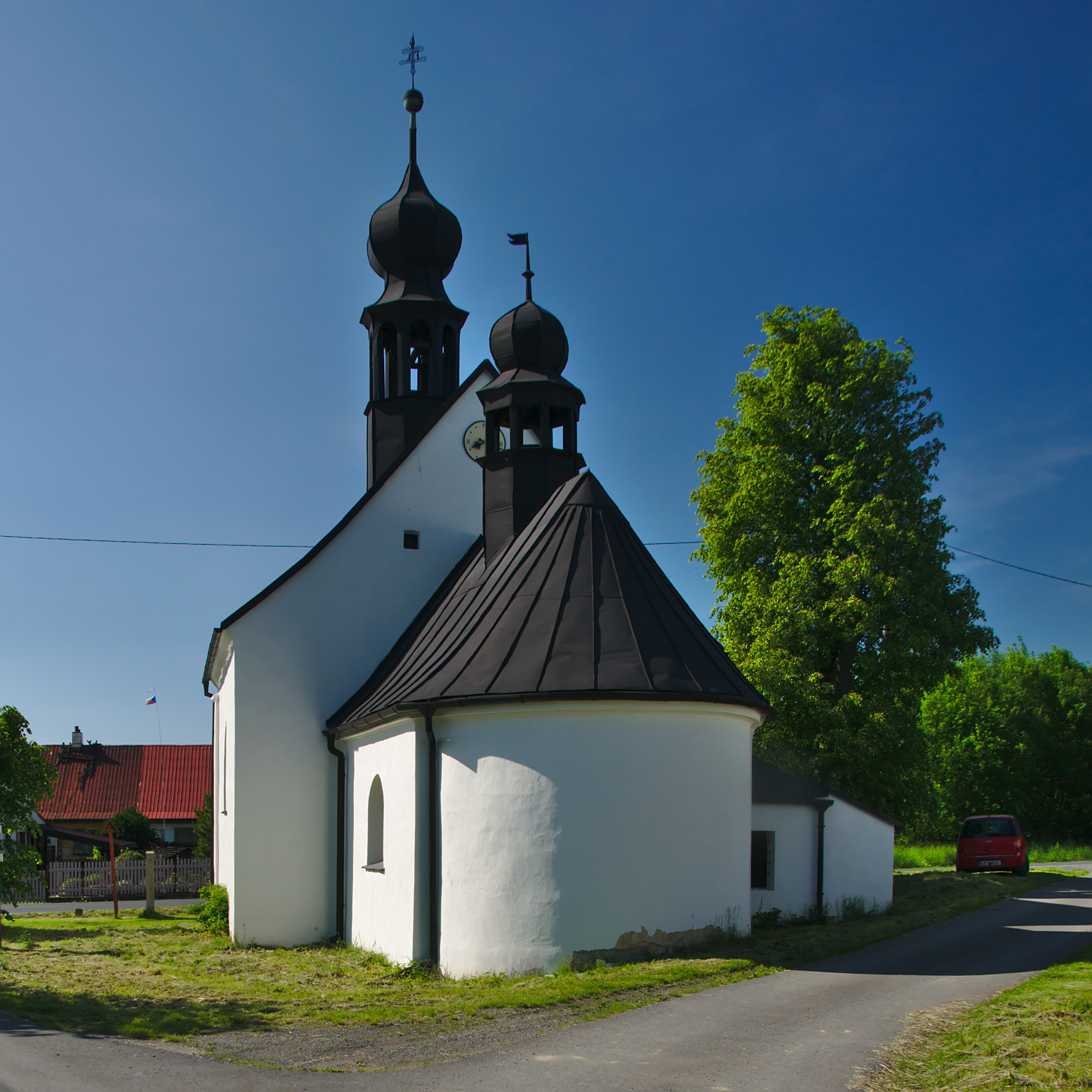
Chapelle à Křížov.
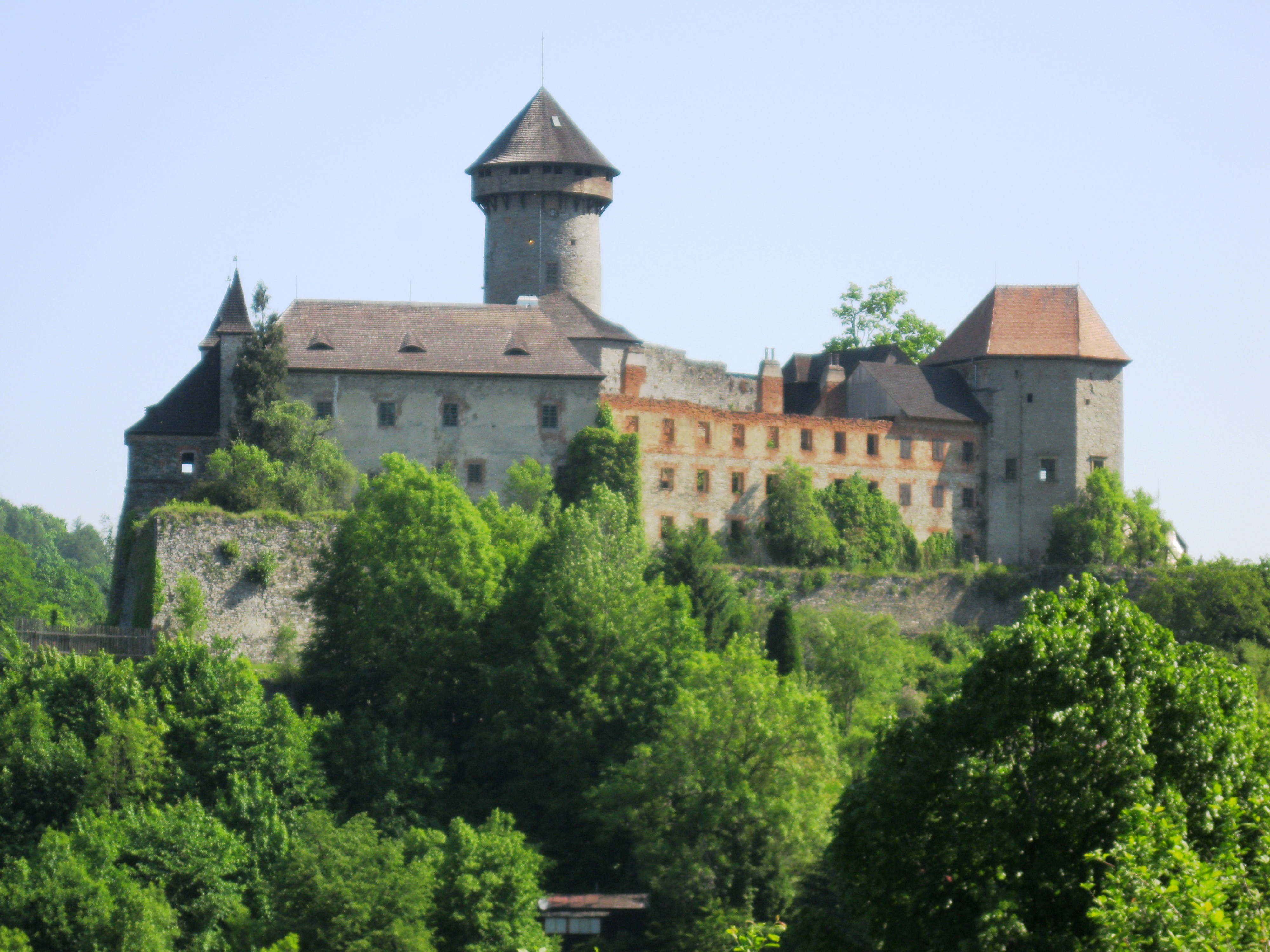
Château de Sovinec.

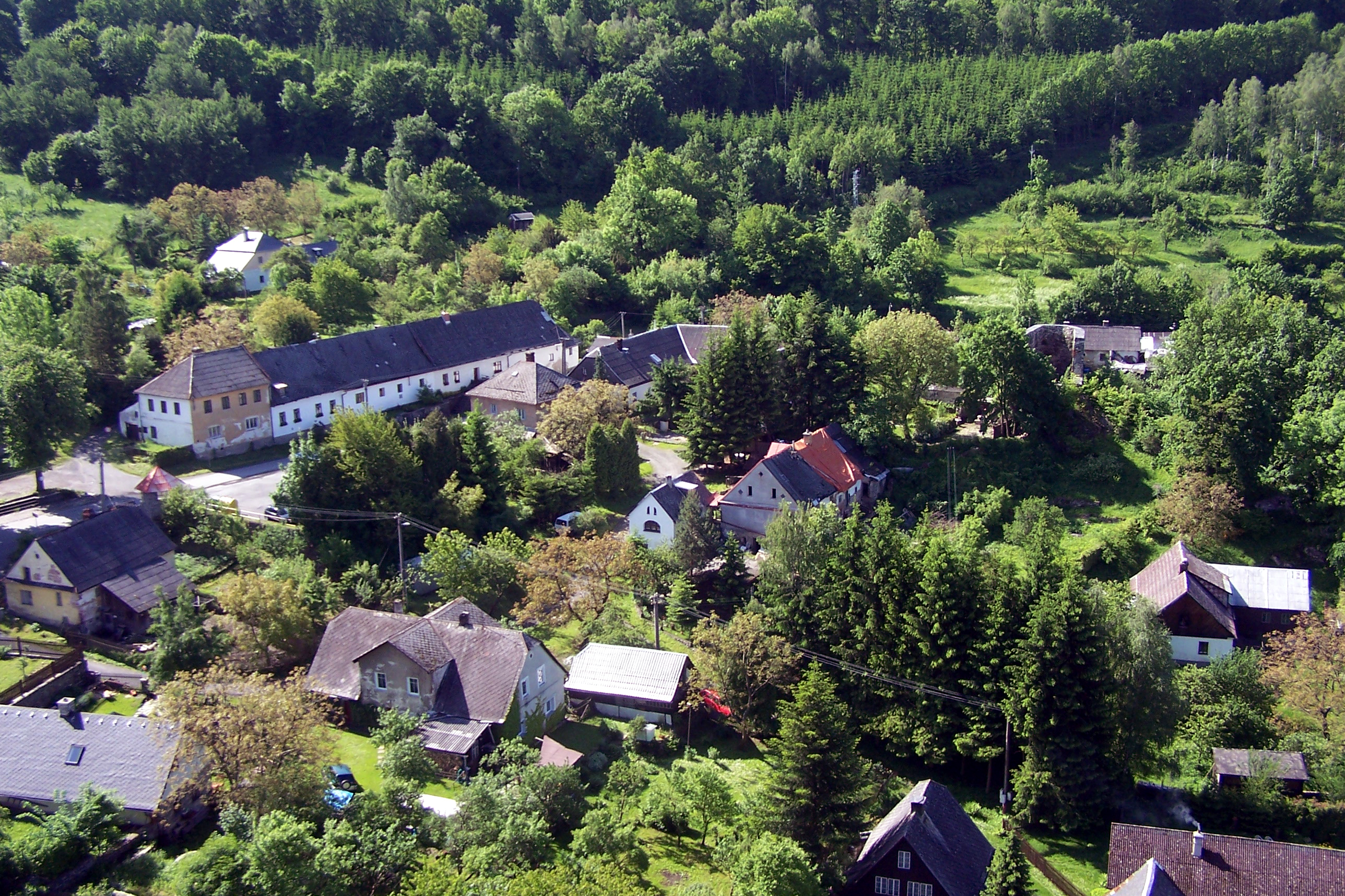
Le hameau de Sovinec.
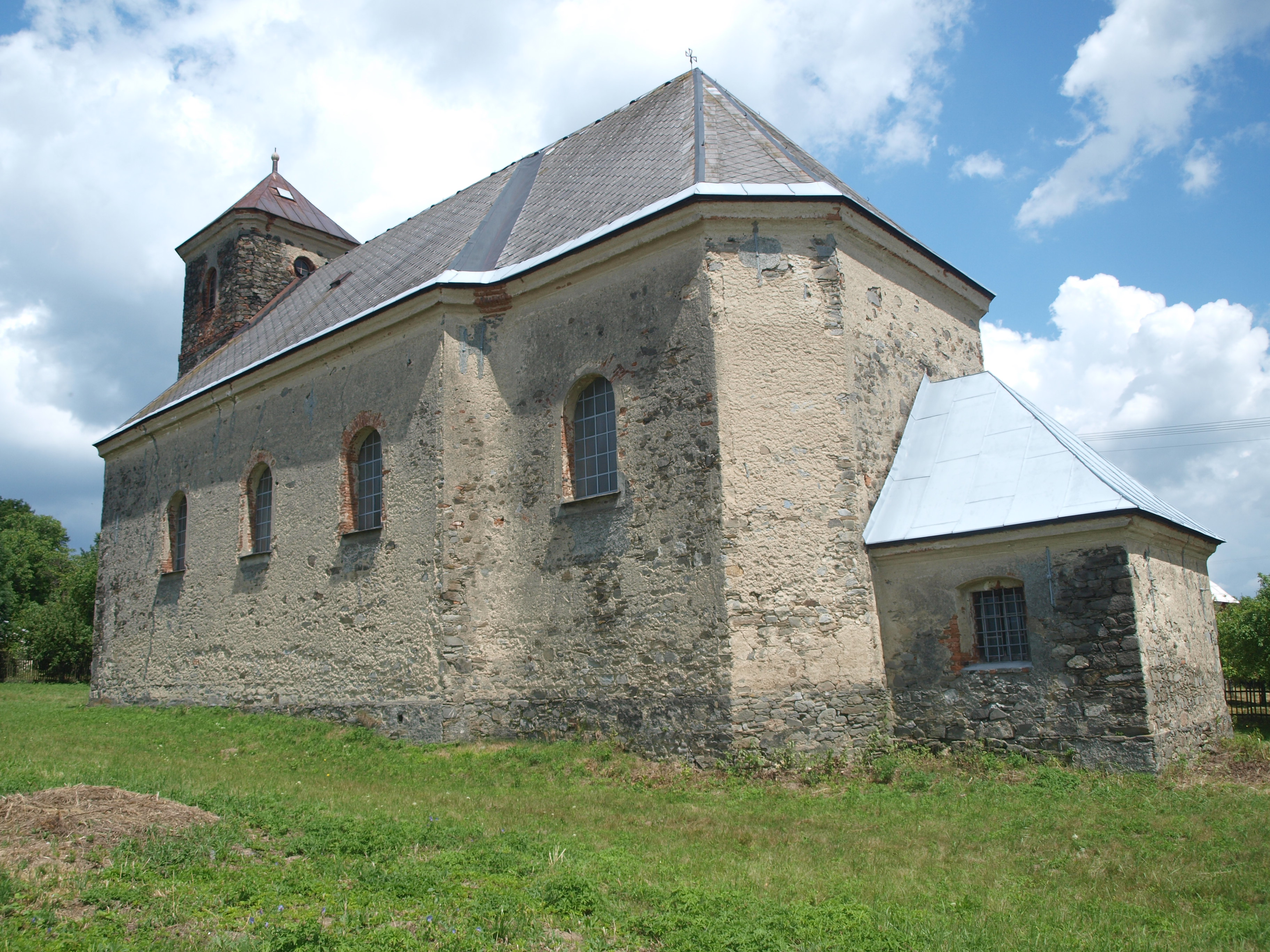
Těchanov : l'église.

## Administration
La commune se compose de cinq quartiers :
- Jiříkov
- Kněžpole
- Křížov
- Sovinec
- Těchanov